# 劉瑞復 (台灣)
劉瑞復（Raff Liu），台灣科技產業人士，現任凌群電腦董事長，同時也是現任資訊月籌備委員會主任委員，2021年1月獲國立東華大學頒授榮譽工學博士。。
網咖問題引發爭議時，時任台北市電腦公會理事長的劉瑞復，曾期盼業者、政府之間能多加溝通，但政府配套之前，網咖業者也應當自律。
在資訊月轉交民營後，劉瑞復則是以籌備委員會主任委員的身分，統籌展覽與各項活動，是展覽風氣由「政府帶動消費走向」變成「民間促動產業成長」的關鍵性人物。
畢業於國立成功大學電機系的劉瑞復，後來也結合其他系友，成立了財團法人成電文教基金會，鼓勵後進之輩就學並向上提升。
他另有一個同在科技產業聞名的兄弟劉瑞隆，亦曾擔任中華民國資訊軟體協會的理事長一席。

## 外部連結
| 前任： 侯清雄 | 台北市電腦商業同業公會理事長 第八、九屆 1995年－2001年 | 繼任： 黃崇仁 |